# 小行星3815
小行星3815（英語：3815 Konig）是一颗围绕太阳公转的小行星。1959年4月15日，A. K?nig、G. Jackisch、W. Wenzel在海德堡发现了此天体。
这颗小行星的绝对星等为10.55143386248959等。